# Rumtransport (kommerciel)
Rumtransport, privatiseringen af transport til Den Internationale Rumstation (ISS) er igangsat.
NASA har valgt to private amerikanske firmaer, SpaceX og Kistler til at udvikle et system til transport af astronauter og forsyninger til ISS. Begge firmaer forventes at have hardware klar til demonstration for prøveflyvninger i 2008.
Efter demonstrationerne skal der konkurreres om den endelige kontrakt.

## Løfteraket
- Falcon 9

## Transportmoduler
Foreløbig navngivning af modulerne:
- Dragon Crew – transport af astronauter.
- Dragon Cargo – transport af forsyninger.

| Rumfart | Spire Denne artikel om rumfart er en spire som bør udbygges. Du er velkommen til at hjælpe Wikipedia ved at udvide den. |